# Luís Linhares
Luís Gonzaga Linhares  (Astolfo Dutra, 16 de abril de 1926 — Astolfo Dutra, 20 de abril de 1995) foi um ator de cinema, teatro e televisão brasileiro, além de dramaturgo e escritor.
É autor do romance Desencontros de Harvey. Contracenou com grandes nomes da dramaturgia. Participou dos longa-metragens O desafio (1965), O bandido da luz vermelha (1968), Os Herdeiros (1969),[carece de fontes?] Os inconfidentes (1972, no papel de Tomás Antônio Gonzaga), Tudo Bem (1978), Anchieta, José do Brasil (1977), O homem do pau-brasil (1982), Gabriela, cravo e canela (1983), Memórias do cárcere (1984) e Césio 137 - O Pesadelo de Goiânia (1990).
Atuou nas peças Vestido de noiva, de Nelson Rodrigues, Gota d'água, de Chico Buarque e Réquiem para uma negra, entre outras.